# Pierre Perifel
 (août 2025).
Motif : Par acquit de conscience après 5 recréations ; probablement la meilleure version
- Archive Wikiwix
- Bing
- Cairn
- DuckDuckGo
- E. Universalis
- Gallica
- Google
- G. Books
- G. News
- G. Scholar
- Persée
- Qwant
- (zh) Baidu
- (ru) Yandex
- (wd) trouver des œuvres sur Wikidata

| 1. | Préciser le motif de la pose du bandeau. | Précisez le motif de la pose du bandeau en utilisant la syntaxe suivante : {{admissibilité à vérifier\|date=août 2025\|motif=remplacez ce texte par le motif}}                      |
| 2. | Informer les utilisateurs concernés.     | Pensez à avertir le créateur de l'article, par exemple, en insérant le code ci-dessous sur sa page de discussion : {{subst:avertissement admissibilité à vérifier\|Pierre Perifel}} |

Pierre Perifel est un réalisateur et animateur français. Il est surtout connu pour son travail chez DreamWorks Animation, notamment pour la réalisation du court métrage Bilby (en) (2018) et des longs métrages Les Bad Guys (2022) et sa suite Les Bad Guys 2 (2025).

## Jeunesse et formation
Perifel naît à Lyon. Sa passion pour l’animation commence au lycée. En troisième année à l’École Émile-Cohl, il postule à Gobelins et y est admis.
En 2004, Perifel crée le court métrage étudiant A Swell Plan et collabore avec ses camarades Xavier Ramonède (en), Jun Frederic Violet et Rémi Zaarour sur un second court métrage, Festival Qualité,. Il est diplômé de Gobelins en 2005. Pour son film de fin d’études, Le Building, il retrouve Ramonède et Zaarour, et travaille aussi avec Marco Nguyen (en) et Olivier Staphylas (en). Le film combine 2D et 3D. Le Building est projeté dans de nombreux festivals internationaux et remporte plusieurs prix,,,,, dont le prix du Meilleur film d’animation étudiant au Festival international du film d'animation d'Ottawa.

## Carrière
Les premiers films de Pierre Perifel incluent Georges le petit curieux, Nocturna, la nuit magique, Tous à l'Ouest et L’Illusionniste. L’année de son diplôme de Gobelins, Perifel est animateur principal sur le court métrage français Imago, réalisé par Cédric Babouche, où il retrouve Ramonède.
En 2008,, il s’installe aux États-Unis et rejoint DreamWorks Animation comme animateur personnage sur le court métrage 2D Kung Fu Panda : Les Secrets des cinq cyclones, pour lequel il reçoit un Annie Award,,. Il passe ensuite à la 3D sur Monstres contre Aliens pendant environ deux mois, puis travaille sur Shrek 4 : Il était une fin. Il revient à l’animation 2D pour quelques séquences de Kung Fu Panda 2, où il est aussi animateur principal pour le personnage de Lord Shen. Il explique être « responsable du personnage », même s’il « n’a pas d’équipe d’animateurs ».
Perifel est officiellement promu chef-animateur sur Les Cinq Légendes, dirigeant l’équipe responsable du personnage de North. Kung Fu Panda 2 et Les Cinq Légendes valent à Perifel plusieurs nominations aux Annie Awards,,.
Il est ensuite nommé directeur de l’animation sur plusieurs projets, comme Monkeys of Mumbai et Larrikins, qui ne voient finalement pas le jour.
En novembre 2017, le Français développe un court métrage sans titre avec Liron Topaz et JP Sans, sélectionné via le programme DreamWorks Shorts mis en place par Christopher DeFaria, devenu président du DreamWorks Animation Film Group en janvier 2017. Bilby est présenté en clôture du Festival international du film d'animation d'Annecy 2018, projeté dans de nombreux festivals et remporte le Jury Choice Award à Siggraph 2018.
Perifel réalise ensuite son premier long métrage, Les Bad Guys, adaptation animée de la série de livres originale d’Aaron Blabey (en) publiée chez Scholastic. Le film sort en salles le 22 avril 2022. Il réalise également sa suite, Les Bad Guys 2, sorti en salles le 1er août 2025.

## Filmographie

### Longs métrages

#### Réalisateur
- Les Bad Guys (2022)
- Les Bad Guys 2 (2025)

### Courts métrages

#### Réalisateur
- Le Building (en) (2005)
- Bilby (en) (2018)